# Kreta (obwód Wraca)
Kreta (bułg. Крета) – wieś w Bułgarii, w obwodzie Wraca, w gminie Mezdra. Według danych szacunkowych Ujednoliconego Systemu Ewidencji Ludności oraz Usług Administracyjnych dla Ludności, 15 września 2023 roku miejscowość liczyła 225 mieszkańców.

## Religia
We wsi Kreta od 2022 r. otwarta jest po remoncie cerkiew pw. Św. Michała Archanioła.